# Owen Lattimore

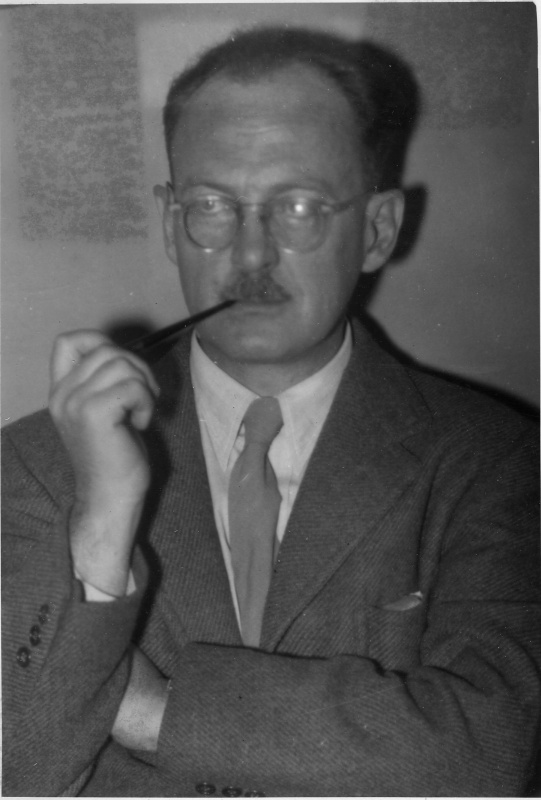
Owen Lattimore (ca. 1945)

Owen Lattimore (* 29. Juli 1900 in Washington, D.C.; † 31. Mai 1989 in Providence, Rhode Island) war ein US-amerikanischer Sinologe und Mongolist. Er wurde in den 1950er Jahren Opfer der McCarthy-Ära und wurde 1969 als erster Ausländer zum Mitglied der Mongolischen Akademie der Wissenschaften berufen.

## Leben

### Studium, erste Reisen und Veröffentlichungen
Lattimore, Sohn eines in China tätigen Kaufmanns, verbrachte seine frühe Kindheit in China und besuchte verschiedene Schulen in England und Lausanne, ehe er zu Beginn der 1920er Jahre selbst als Kaufmann und Journalist in China arbeitete. Während dieser Zeit reiste er durch die Mongolei und die Mandschurei und er kehrte in die USA zurück, wo er ein Studium an der Harvard University absolvierte. Anschließend kehrte er nach China zurück, wo er 1925 in Peking Eleanor Holgate heiratete, die an der Northwestern University studiert hatte und zu der Zeit in China als Lehrerin arbeitete. 
Zusammen mit seiner Ehefrau unternahm Lattimore Ende der 1920er Jahre ausgedehnte Reisen nach Zentralasien und veröffentlichte in der Folgezeit herausragende Beschreibungen seiner Reisen und Beobachtungen wie The Desert Road to Turkestan (1928) und High Tartary (1930). 
Zwischen 1934 und 1941 war er Redakteur von Pacific Affairs, einer Fachzeitschrift des Institute of Pacific Relations und schrieb in dieser Zeit nicht nur Mongolian Journeys (1941), sondern vor allem auch 1940 sein Meisterwerk Inner Asian Frontiers of China. 1938 übernahm er zugleich eine Professur an der Johns Hopkins University.

### Zweiter Weltkrieg, Berater von Chiang Kai-shek und OWI

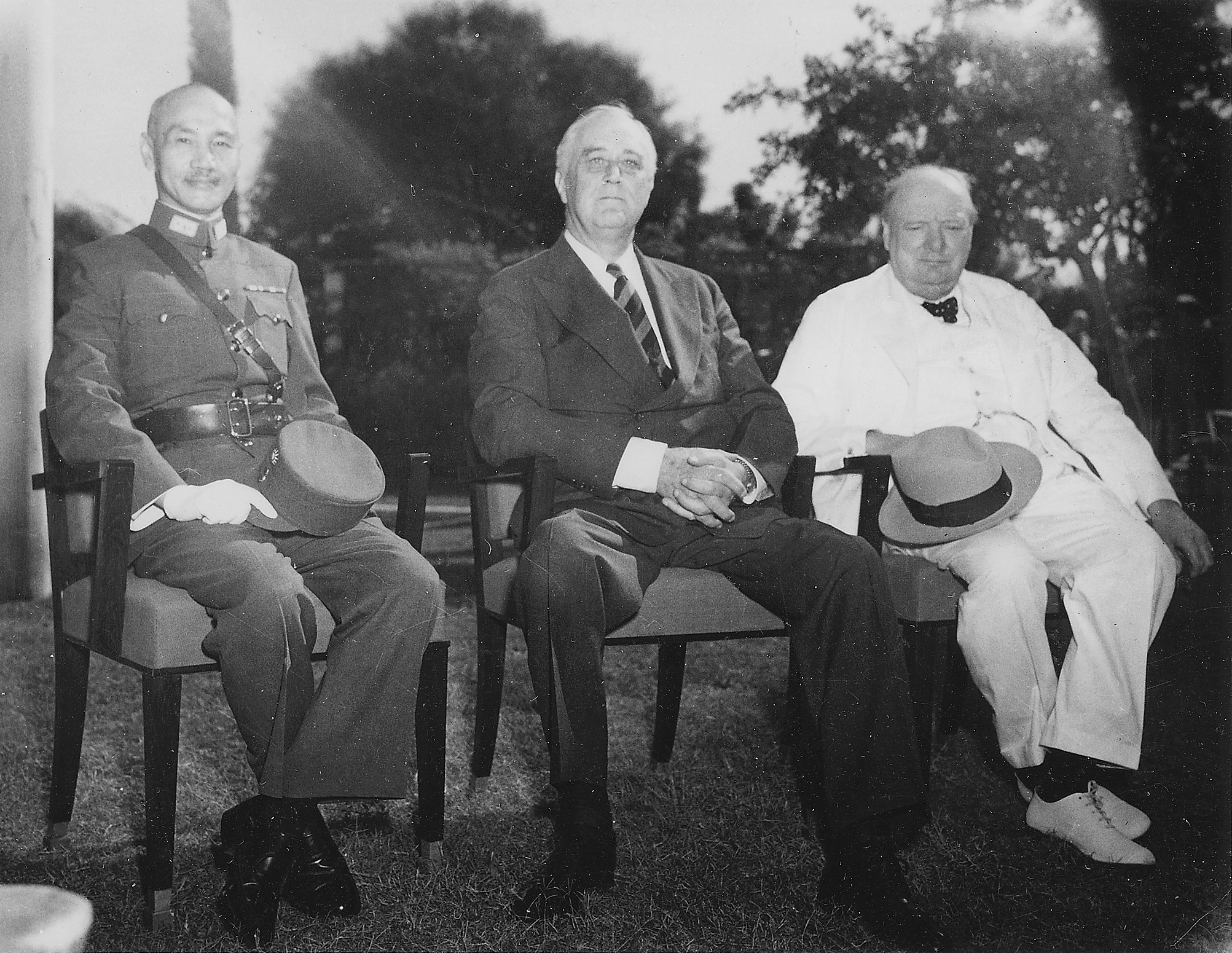
Chiang Kai-shek mit Franklin D. Roosevelt und Winston Churchill auf der Kairoer Konferenz am 25. November 1943

Während des Zweiten Weltkrieges arbeitete er zwischen 1941 und 1944 für das US-Außenministerium auf Wunsch von US-Präsident Franklin D. Roosevelt als Berater von Chiang Kai-shek. Von dieser Funktion trat er jedoch zurück, weil es ihm nicht gelang Chiang Kai-shek von der Durchführung eines Programms für soziale Gerechtigkeit zu überzeugen.
Daraufhin war er von 1944 bis 1945 Mitarbeiter des U.S. Office of War Information (OWI) und dort Direktor für Operationen im Pazifikraum. Er gehörte während dieser Zeit zu den sogenannten China Hands, den Spezialisten des Außenministeriums für China.

### Nachkriegszeit und Opfer der McCarthy-Ära

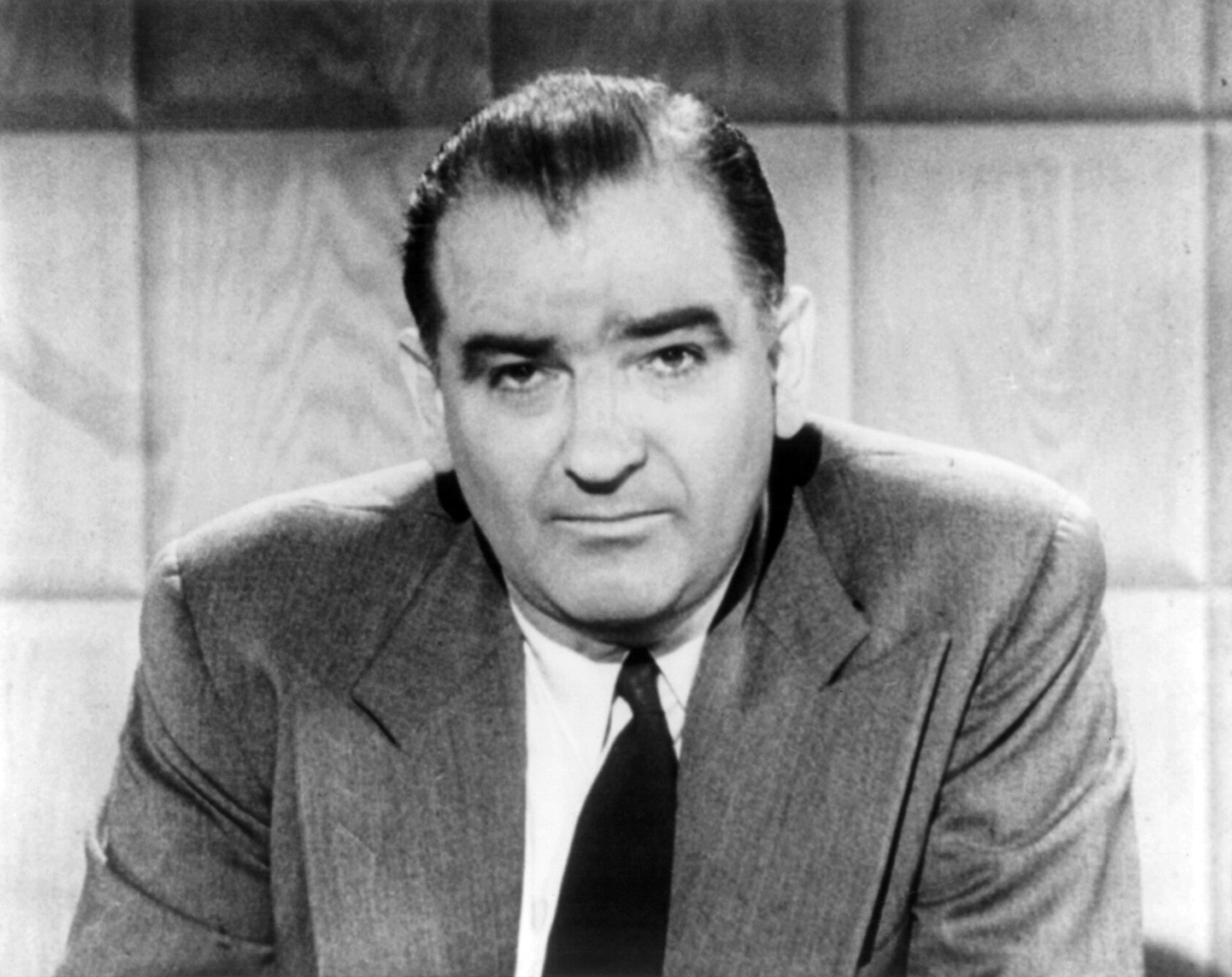
Joseph McCarthy

Nach Kriegsende veröffentlichte er zahlreiche bedeutende Kolumnen über zentralasiatische Themen, die gesammelt in Solution in China (1945) und The Situation in China (1949) erschienen.
Anfang der 1950er geriet Lattimore, der zu der Zeit an einer UN-Mission in Afghanistan teilnahm, im Zuge der McCarthy-Ära und der sogenannten Zweiten Roten Angst unter den Verdacht der Spionage für die Sowjetunion. Schließlich befasste sich mit ihm, Philip Jessup und John Stewart Service und deren Arbeit im diplomatischen Dienst sowie für die linksgerichtete Zeitschrift Amerasia auch der nach dem demokratischen Senator Millard Tydings bezeichnete Tydings-Ausschuss. Dabei wurde er von dem republikanischen Senator Joseph McCarthy als „top Soviet  agent in the United States“ („Top-Agent der Sowjetunion in den Vereinigten Staaten“) identifiziert  sowie „chief architect of a United States foreign policy that resulted in the Communist party’s conquest of mainland China“ („maßgebliche Architekt einer US-Außenpolitik, die zum Ergebnis hatte, dass die kommunistische Partei [Chinas] das [gesamte] chinesische Festland eroberte“) bezeichnet. Lattimore bestritt jedoch ein Anhänger des Kommunismus oder ein Unterstützer kommunistischer Interessen zu sein. Die Anfangsphase der gegen ihn gerichteten Anschuldigungen stellte er in dem autobiografischen Buch Ordeal by Slander dar, das bereits 1950 erschien.
In dieser Zeit kam es zu fünf Verfahren wegen Meineids, wobei alle Verfahren trotz der Belastung durch andere Hochschullehrer wie Nikolaus Poppe eingestellt wurden. 1955 wies ein US-Bundesgericht die Vorwürfe gegen ihn schließlich als formlos und obskur zurück.
Lattimore, der ein Guggenheim-Stipendium erhielt, wurde 1963 erster Professor für Sinologie an der University of Leeds und unterrichtete an dieser bis zu seiner Emeritierung 1975. 1969 wurde er als erster Ausländer zum Mitglied der Mongolischen Akademie der Wissenschaften berufen. Durch seine langjährige Lehr- und Autorentätigkeit gilt er als Vater der Mongolistik und der zentralasiatischen Studien in den USA und in Großbritannien und legte die Betonung der Chinastudien dabei mehr auf die chinesische als auf die westliche Sichtweise.
In seinen zahlreichen Büchern befasste er sich mit zentralasiatischen Themen wie dem Buddhismus in der Mongolei oder dem Volk der Hezhen. Daneben verfasste er aber auch Artikel und Einleitungen für die Werke anderer Autoren wie zum Beispiel für China shakes the world von Jack Belden. Sein Nachlass befindet sich in der Library of Congress.
Ihm zu Ehren wurde der 1982 entdeckte Vogelbeckensaurier Goyocephale lattimorei benannt. Seit 1943 war er Mitglied der American Philosophical Society.
Sein jüngerer Bruder war der Dichter und Bibel-Übersetzer Richmond Lattimore.

## Veröffentlichungen
- The Desert Road to Turkestan (1928)
- High Tartary (1930)
- Manchuria: Cradle of Conflict (1932)
- The Mongols of Manchuria: Their Tribal Divisions, Geographical Distribution, Historical Relations with Manchus and Chinese, and Present Political Problems (1934)
- Inner Asian Frontiers of China (1940)
- Mongol Journeys (1941)
- (mit Eleanor Holgate Lattimore): The Making of Modern China: A Short History (1944)
- Solution in Asia (1945)
- An Inner Asian Approach to the Historical Geography of China (1947)
- The Situation in Asia (1949)
- Ordeal by Slander, Memoiren (1950)
- Pivot of Asia: Sinkiang and the Inner Asian Frontiers of China and Russia (1950)
- Nationalism and Revolution in Mongolia (1955)
- Nomads and Commissars: Mongolia Revisited (1962)
- Studies in Frontier History: Collected Papers, 1928–1958 (1962)
- (mit Eleanor Holgate Lattimore): Silks, Spices, and Empire: Asia Seen Through the Eyes of Its Discoverers (1968)

In deutscher Sprache
- Nomaden und Kommissare: Die Mongolei – gestern u. heute, Stuttgart 1964.

## Hintergrundliteratur
- John T. Flynn: The Lattimore Story, Devin-Adair, 1953
- James Cotton: Asian Frontier Nationalism: Owen Lattimore and the American Policy Debate, Manchester University Press, 1989[6]
- Robert P. Newman: Owen Lattimore and the "Loss" of China, University of California Press, 1992[7]
- Lionel S. Lewis: The Cold War and Academic Governance: The Lattimore Case at Johns Hopkins, SUNY Press, 1993